# خانم دری کجا هستی؟
خانم دِری کجا هستی؟ (مجاری: Déryné hol van?) یک فیلم است که در سال ۱۹۷۵ منتشر شد. از بازیگران آن می‌توان به ماریا توروچیک اشاره کرد.
ماری توروچیک جایزه بهترین بازیگر زن جشنواره فیلم کن سال ۱۹۷۶ میلادی را برای بازی در این فیلم دریافت کرد.